# Jan Adrian Łata
 (juillet 2023).
La mise en forme du texte ne suit pas les recommandations de Wikipédia : il faut le « wikifier ».
Les points d'amélioration suivants sont les cas les plus fréquents :
- Les titres sont pré-formatés par le logiciel. Ils ne sont ni en capitales, ni en gras.
- Le texte ne doit pas être écrit en capitales (les noms de famille non plus), ni en gras, ni en italique, ni en « petit »…
- Le gras n'est utilisé que pour surligner le titre de l'article dans l'introduction, une seule fois.
- L'italique est rarement utilisé : mots en langue étrangère, titres d'œuvres, noms de bateaux, etc.
- Les citations ne sont pas en italique mais en corps de texte normal. Elles sont entourées par des guillemets français : « et ».
- Les listes à puces sont à éviter, des paragraphes rédigés étant largement préférés. Les tableaux sont à réserver à la présentation de données structurées (résultats, etc.).
- Les appels de note de bas de page (petits chiffres en exposant, introduits par l'outil «  Source ») sont à placer entre la fin de phrase et le point final[comme ça].
- Les liens internes (vers d'autres articles de Wikipédia) sont à choisir avec parcimonie. Créez des liens vers des articles approfondissant le sujet. Les termes génériques sans rapport avec le sujet sont à éviter, ainsi que les répétitions de liens vers un même terme.
- Les liens externes sont à placer uniquement dans une section « Liens externes », à la fin de l'article. Ces liens sont à choisir avec parcimonie suivant les règles définies. Si un lien sert de source à l'article, son insertion dans le texte est à faire par les notes de bas de page.
- La présentation des références doit suivre les conventions bibliographiques. Il est recommandé d'utiliser les modèles {{Ouvrage}}, {{Chapitre}}, {{Article}}, {{Lien web}} et/ou {{Bibliographie}}. Le mode d'édition visuel peut mettre en forme automatiquement les références.
- Insérer une infobox (cadre d'informations à droite) n'est pas obligatoire pour parachever la mise en page.

Pour une aide détaillée, merci de consulter Aide:Wikification.
Si vous pensez que ces points ont été résolus, vous pouvez retirer ce bandeau et améliorer la mise en forme d'un autre article.
Jan Adrian Łata (né le 7 mars 1944 à Biskupice Radłowskie près de Radłów, Petite-Pologne) est un prêtre catholique polonais, théologien et philosophe.

## Biographie
Jan Adrian Łata est né le 7 mars 1944 à Biskupice Radłowskie près de Radłów, en Pologne, à environ 20 kilomètres au nord-ouest de Tarnów. Il est le troisième de quatre enfants ; son père était technicien du bâtiment et sa mère tisserand.
Il est confirmé le 25 juin 1956 à Radłów par l'évêque auxiliaire Karol Pękala. Il termine sa scolarité secondaire en mai 1962 et entre au séminaire de Tarnów.
Il doit interrompre ses études de 1963 à 1965 pour effectuer son service militaire obligatoire. Le 25 mai 1969, il est ordonné prêtre dans la cathédrale de Tarnów par l'évêque Jerzy Karol Ablewicz.
De 1969 à 1971, il est vicaire à Książnice (Petite-Pologne), de 1971 à 1973 à Lubzina, de 1973 à 1975 à Rymań près de Kołobrzeg, de 1975 à 1983 à Borowa près de Mielec et de 1983 à 1988 à Tannenberg (Saxe). De 1988 à 1991, il est chapelain de la paroisse à Grünwald près de Munich. De 1991 à 2017, il est curé de la paroisse de Weiding (Schwandorf) en Allemagne. De 1991 à 2017, il est prêtre dans le petit village de Weiding, et écrit des livres sur la situation des chrétiens modernes.
En 1994, l'archevêque de archidiocèse de Lublin Józef Żyliński lui décerne le titre de chanoine (Expositorii Canonicalis).
Il prend sa retraite en 2017 et retourne dans sa Pologne natale où il continue à écrire des livres.

## Travaux
Jan Łata  obtient un master universitaire de l'Université catholique Jean-Paul II de Lublin en 1975 avec sa thèse sur Pojęcie czynnika konstytutywnego osoby u późnych scholastyków, zwłaszcza karmelity bosego Aleksandra a Jesu (La conception de la formation de la personnalité des défunts scolastiques, en particulier le scolastique de Ordre des Carmes déchaux Alexandre de Jesu).
En 1987, il est diplômé de l'université Jagellonne de Cracovie avec un mémoire intitulé Metoda korelacji w nowoczesnej teologii, zwłaszcza u Paula Tillicha (La méthode des relations en théologie moderne, en particulier avec Paul Tillich).
Il obtient son doctorat en 1993 à l'université Jagellonne avec une thèse sur Bóg i Chrystus - jako objawione odpowiedzi na tajemnicę bytu i egzystencji człowieka według Pawła Tillicha (Dieu et Christ comme réponse au mystère de l'être et à l'existence de l'homme dans la philosophie de Paul Tillich). Par sa thèse de doctorat et ses nombreuses traductions d'œuvres de Paul Tillich en polonais, il contribue à faire connaître le théologien protestant  et les idées de Karl Barth, Dietrich Bonhoeffer et Rudolf Bultmann dans la Pologne catholique. Il écrit des livres sur la situation des chrétiens aujourd'hui.

## Publications
- Miscellanea, Polihymnia, Lublin 2024,  (ISBN 9788378478997).
- Religioni et Litteris, Polihymnia, Lublin 2020,  (ISBN 9788378477037).
- Skończoność i Wyobcowanie współczesnego Człowieka (français: Finitude et aliénation de l'homme contemporain). Polihymnia, Lublin 2017,  (ISBN 978-83-7847-452-4).
- Lęk przed pustką i bezsensem (français:  La peur du vide et de l'absurdité). Polihymnia, Lublin 2016,  (ISBN 978-83-7847-362-6).
- Między autonomią a przynależnością (français: Entre autonomie et appartenance). Polihymnia, Lublin 2015,  (ISBN 978-83-7847-280-3).
- Chodźże o własnych siłach (français: Vous pouvez le faire avec vos propres forces!). Polihymnia, Lublin 2014,  (ISBN 978-83-7847-183-7).
- Nie glina w glinę … (littéralement: Pas d'argile à argile. Signification : Ne répétez pas la même chose encore et encore). Polihymnia, Lublin 2013,  (ISBN 978-83-7847-073-1).
- Pogoń za nową teonomią (Autonomie, Hétéronomie ou Théonomie). Polihymnia, Lublin 2012,  (ISBN 978-83-7847-007-6).
- Więdnące Liście (français: Feuilles fanées). Polihymnia, Lublin 2011,  (ISBN 978-83-7270-819-9).
- Ostateczna Troska Człowieka (français: Dernier soin de l'homme). Zakład Poligraficzny Z. Gajek, Wrocław 2000,  (ISBN 83-88308-20-3).
- Zdrojów Mojżeszowych Laska (français: La Source de Mosaïque Amour). Oficina Wydawnica „Signum“, Wrocław 1998,  (ISBN 83-85631-72-0).
- Historia Zgromadzenia Sióstr Świętej Jadwigi avec Joseph Schweter, Signum, 1998,  (ISBN 9788385631729).
- Moc, która pokonuje niebyt (français: Le pouvoir qui ne surmonte rien). CBS-Service, Wrocław 1996,  (ISBN 83-901051-4-4).
- Odpowiadająca teologia Paula Tillicha (français: réponse à la théologie de Paul Tillich). Oficina Wydawnica „Signum“, Oleśnica 1995,  (ISBN 83-85631-38-0).

### Traductions de Paul Tillich par Jan Adrian Łata en polonais
- Paul Tillich: Rzeczywistość Objawienia. Oficina Wydawnica „Signum“, Oleśnica 1998,  (ISBN 83-85631-58-5). (français: Réalité des apparences) (Original in: Systematic Theology. vol. I, University of Chicago, Chicago 1951).
- Paul Tillich: Rzeczywistość Chrystusa Nowy Byt. Oficina Wydawnica „Signum“, Oleśnica 1996,  (ISBN 83-85631-54-2). (Original: Reality of Christ. In: Systematic Theology. vol. II, University of Chicago, Chicago 1957).
- Paul Tillich: Egzystencja i oczekiwanie Chrystusa. Oficina Wydawnica „Signum“, Oleśnica 1996,  (ISBN 83-85631-55-0). (Original: Existence and Christ. In: Systematic Theology. vol. II, University of Chicago, Chicago 1957).
- Paul Tillich: Prawda jest w głębi. Oficina Wydawnica „Signum“, Oleśnica 1996,  (ISBN 83-85631-40-2). (Original: Religiöse Reden (Discours religieux) Berlin/ New York 1987).